# Schertz
Schertz is een plaats (city) in de Amerikaanse staat Texas, en valt bestuurlijk gezien onder Bexar County, Comal County en Guadalupe County.
De plaats is genoemd naar de familie Schertz die in 1843 vanuit Riedisheim in de Elzas naar hier emigreerde.

## Demografie
Bij de volkstelling in 2000 werd het aantal inwoners vastgesteld op 18.694.
In 2006 is het aantal inwoners door het United States Census Bureau geschat op 28.289, een stijging van 9595 (51,3%).

## Geografie
Volgens het United States Census Bureau beslaat de plaats een oppervlakte van
64,1 km², geheel bestaande uit land. Schertz ligt op ongeveer 219 m boven zeeniveau.

## Plaatsen in de nabije omgeving
De onderstaande figuur toont nabijgelegen plaatsen in een straal van 8 km rond Schertz.